# Atympanum carinotus
Atympanum carinotus är en insektsart som först beskrevs av Yin, X.-c. 1979.  Atympanum carinotus ingår i släktet Atympanum och familjen gräshoppor. Inga underarter finns listade i Catalogue of Life.